# Laphystiopsis zomerysis
Laphystiopsis zomerysis is een vlokreeftensoort uit de familie van de Laphystiopsidae. De wetenschappelijke naam van de soort is voor het eerst geldig gepubliceerd in 1999 door J.L. Barnard.